# Prosena bisetosa
Prosena bisetosa är en tvåvingeart som beskrevs av Malloch 1932. Prosena bisetosa ingår i släktet Prosena och familjen parasitflugor. Inga underarter finns listade i Catalogue of Life.